# Polarsländfluga
Polarsländfluga (Sphaerophoria pallidula) är en tvåvingeart som beskrevs av Mutin 1999. Polarsländfluga ingår i släktet sländblomflugor, och familjen blomflugor. Arten är reproducerande i Sverige. Inga underarter finns listade i Catalogue of Life.